# Nicolas Edet
Nicolas Edet (* 2. Dezember 1987 in La Ferté-Bernard) ist ein französischer Radrennfahrer.

## Sportliche Laufbahn
Edet gelang 2007 auf einer Etappe der Tour du Faso der erste Sieg in einem Rennen des internationalen Kalenders. Im nächsten Jahr belegte er den vierten Platz bei der U23-Austragung von Paris–Tours. 2009 wurde Edet Gesamtzehnter des Giro della Valle d’Aosta und gewann im selben Etappenrennen 2010 einen Abschnitt. Bei der Straßenweltmeisterschaft 2009 in Mendrisio belegte er den 17. Platz im U23-Straßenrennen.
Zum Saisonende 2010 fuhr Edet beim Professional Continental Team Cofidis als Stagiaire, bei dem er ab 2011 einen regulären Vertrag erhielt. Für diese Mannschaft gewann er bei der Vuelta a España 2013 die Bergwertung. Seinen bis dahin größten Erfolg erzielte er als Gesamtsieger der Tour du Limousin. Er schloss die Vuelta a España 2019 als 18. der Gesamtwertung ab, was seine bis dahin beste Platzierung bei einer Grand Tour war. Bei Paris-Nizza 2020 gewann er die Bergwertung.
Nach elf Jahren bei Cofidis verließ er zur Saison 2022 das Team und wurde Mitglied im Team Arkéa-Samsic.

## Erfolge
2007
- eine Etappe Tour du Faso

2010

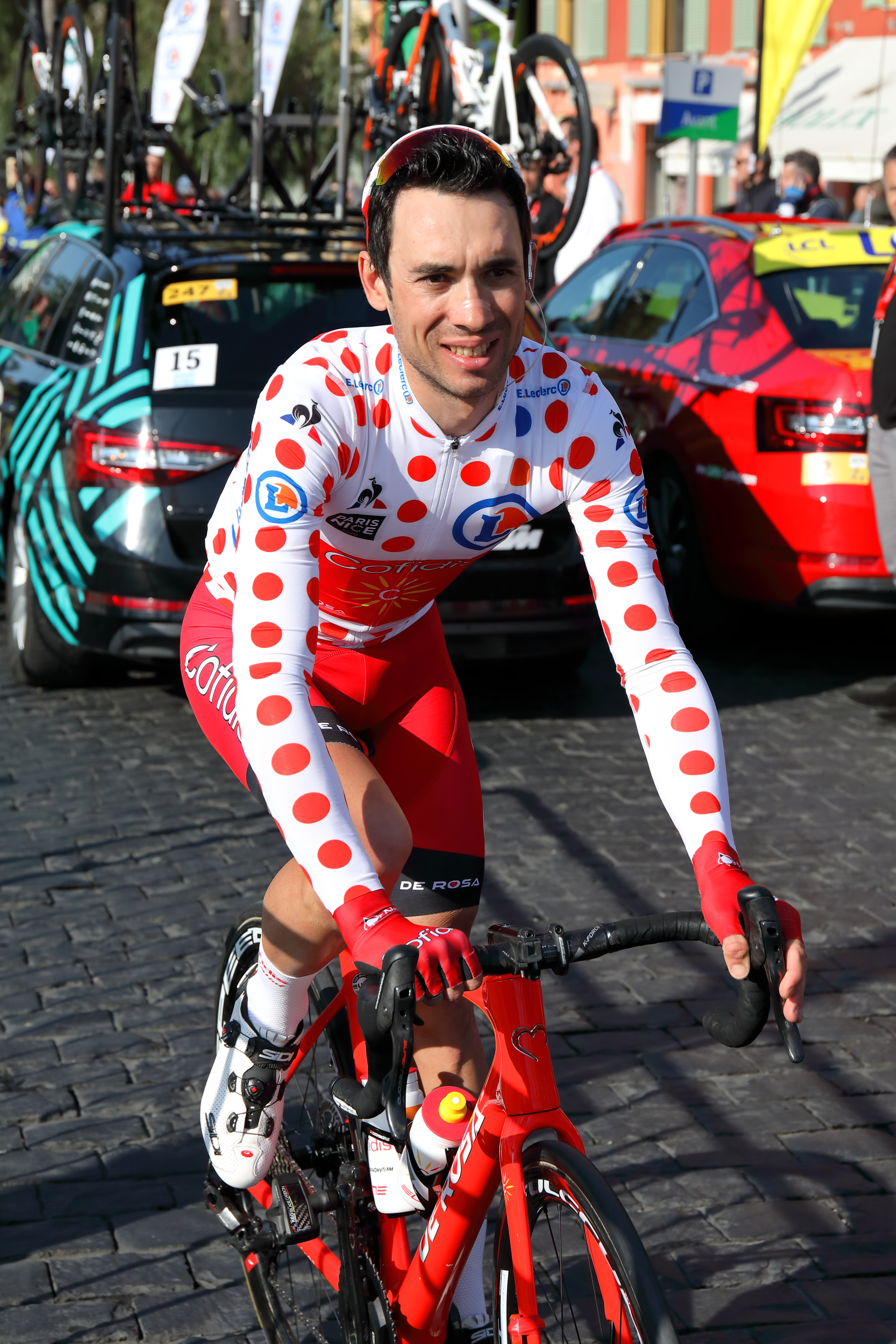
Nicolas Edet im Bergtrikot bei Paris–Nizza 2020

- eine Etappe Tour des Pays de Savoie
- eine Etappe Giro della Valle d’Aosta

2013
- Bergwertung Vuelta a España

2014
- eine Etappe Rhône-Alpes Isère Tour

2016
- Sprintwertung Baskenland-Rundfahrt

2017
- Bergwertung Tour du Gévaudan Languedoc-Roussillon

2018
- Gesamtwertung und eine Etappe Tour du Limousin

2020
- Bergwertung Paris-Nizza

## Grand Tours-Platzierungen
| Grand Tour            | 2011 | 2012 | 2013 | 2014 | 2015 | 2016 | 2017 | 2018 | 2019 | 2020 | 2021 | 2022 |
| --------------------- | ---- | ---- | ---- | ---- | ---- | ---- | ---- | ---- | ---- | ---- | ---- | ---- |
| Giro d’ItaliaGiro     | –    | –    | –    | –    | –    | –    | –    | –    | –    | DNF  | DNF  | –    |
| Tour de FranceTour    | –    | 128  | –    | 77   | 111  | 106  | 76   | 43   | DNF  | 49   | –    | –    |
| Vuelta a EspañaVuelta | DNF  | –    | 104  | –    | –    | –    | –    | –    | 18   | –    | –    | –    |